# Pinus lawsonii
Pinus lawsonii är en tallväxtart som beskrevs av Benedict Roezl och George Gordon. Pinus lawsonii ingår i släktet tallar, och familjen tallväxter. IUCN kategoriserar arten globalt som livskraftig. Inga underarter finns listade i Catalogue of Life.

## Bildgalleri

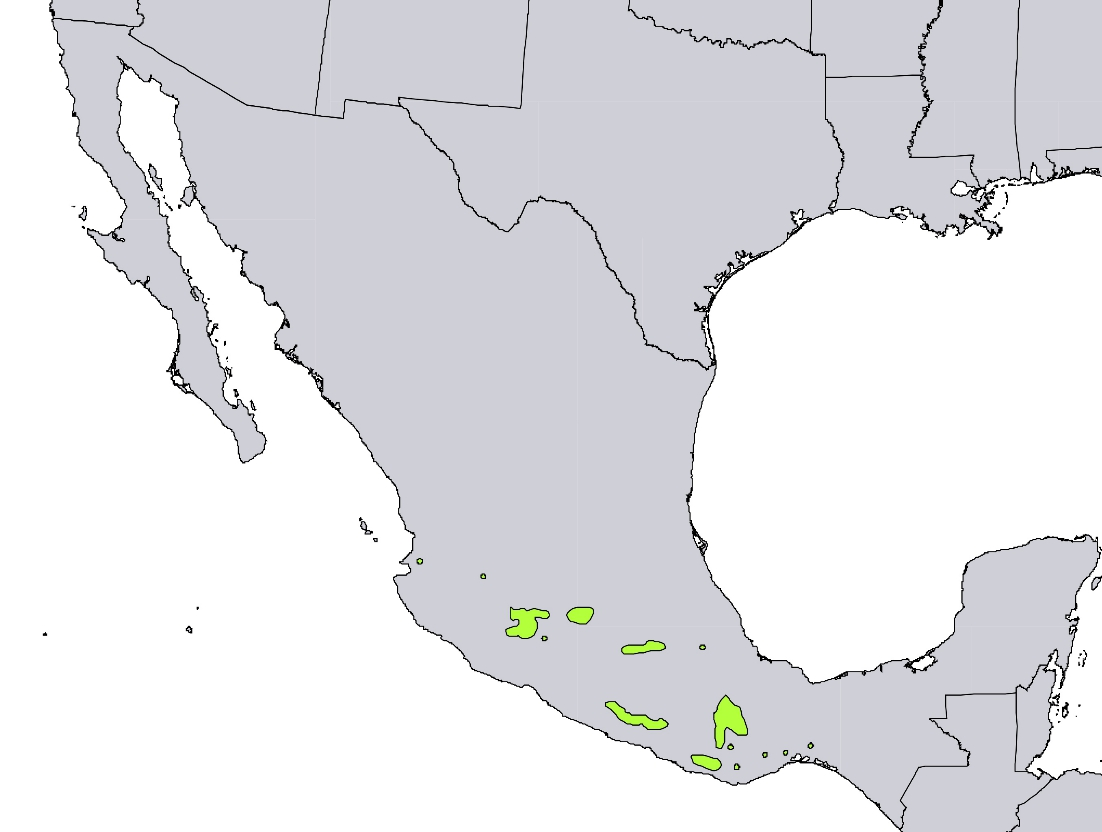